# Solaris Tramino
Solaris Tramino – rodzina tramwajów, pierwotnie produkowana przez firmę Solaris Bus & Coach z Bolechowa koło Poznania, a później przez firmę Stadler Polska (oddział szwajcarskiego przedsiębiorstwa Stadler Rail) po przejęciu przez nią spółki Solaris Tram. Prototyp zaprezentowano w lipcu 2009 roku, a dostawy tramwajów seryjnych miały miejsce w latach 2011 – 2022. Łącznie wyprodukowano 152 tramwaje, które trafiły do eksploatacji w Niemczech (Brunszwik, Jena, Lipsk) i Polsce (Olsztyn i Poznań).

## Historia
Rodzina Solaris Tramino miała pierwotnie składać się z dwóch całkowicie niskopodłogowych odmian: 5-członowej o długości 31,7 m i 3-członowej o długości 18,8. Zakładano również możliwość budowy tramwajów dłuższych, dwukierunkowych lub nie w pełni niskopodłogowych. Jako pierwsza powstała wersja 5-członowa. Prace projektowe rozpoczęły się w 2008 roku, a budowa pudła w marcu 2009.
Prototyp Tramino powstał w kooperacji z Autosanem i MPK – Łódź. Autosan przygotował szkielety wszystkich członów, a w halach należących do MPK Łódź odbył się montaż pierwszego Tramino. Kadłuby kolejnych egzemplarzy wytwarzane są w nowym zakładzie Solarisa w Środzie Wielkopolskiej.
Pierwsze pojazdy miały być dostarczone do Szczecina, jednak przetarg z początku 2009 roku unieważniono, a w kolejnym zwyciężyła firma Pesa.

### Prezentacje promocyjne
Premiera prototypu tramwaju nastąpiła 14 października 2009 podczas targów Trako w Gdańsku. Tramwaj ten został również zaprezentowany rok później podczas targów InnoTrans w Berlinie. W 2011 roku na targach Trako i w 2012 roku na targach InnoTrans zaprezentowany został Tramino dla Poznania. W 2013 roku na targach Trako swoją premierę miało Tramino dla Jeny, w 2014 roku na targach InnoTrans zaprezentowano Tramino dla Brunszwiku, a w 2015 roku na Trako pokazano Tramino dla Olsztyna. Na InnoTrans 2016 zaprezentowano ponownie Tramino dla Olsztyna oraz makietę wnętrza Tramino dla Lipska, natomiast gotowy tramwaj dla Lipska zaprezentowano rok później podczas targów Trako w Gdańsku.

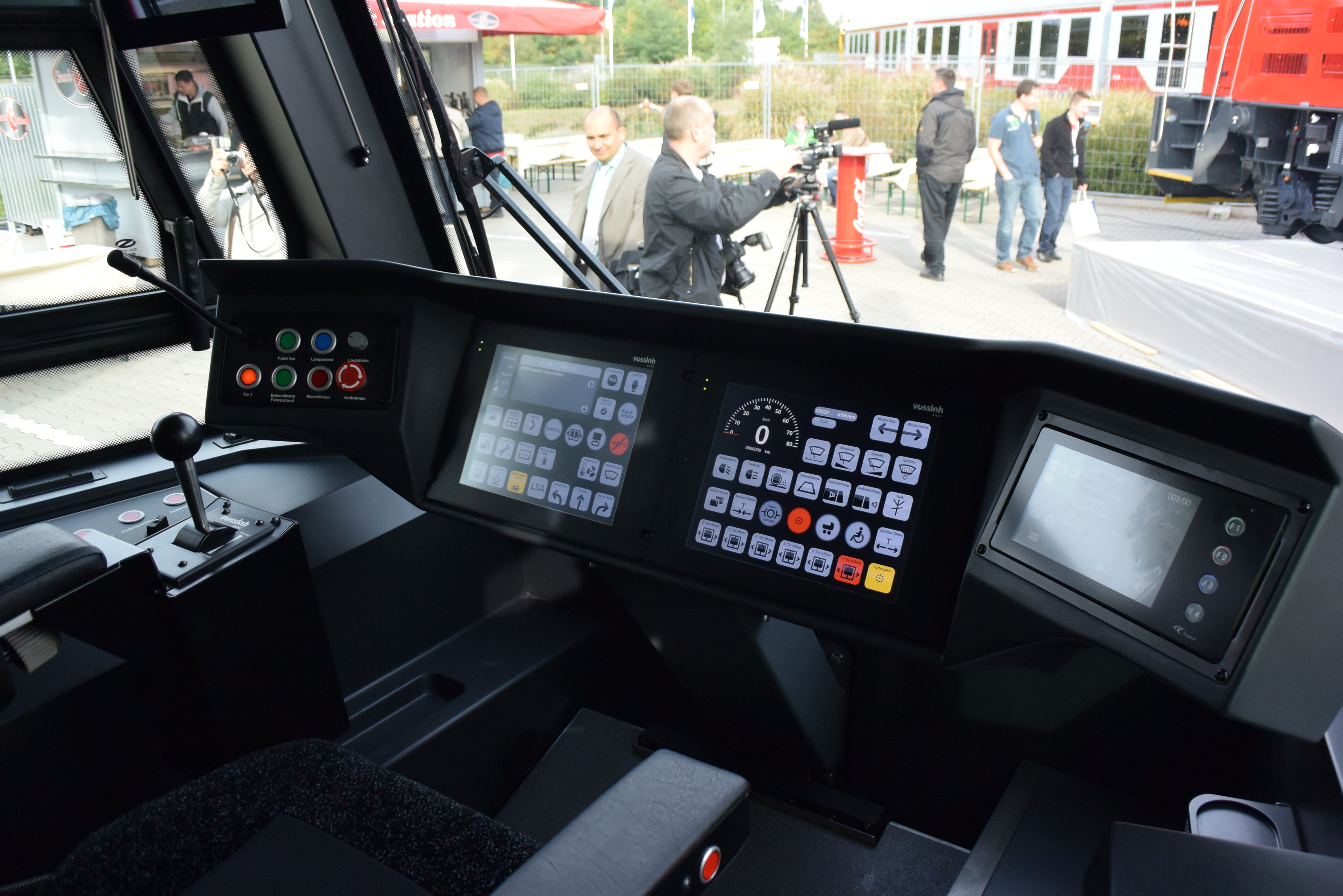
Kabina motorniczego w S110b

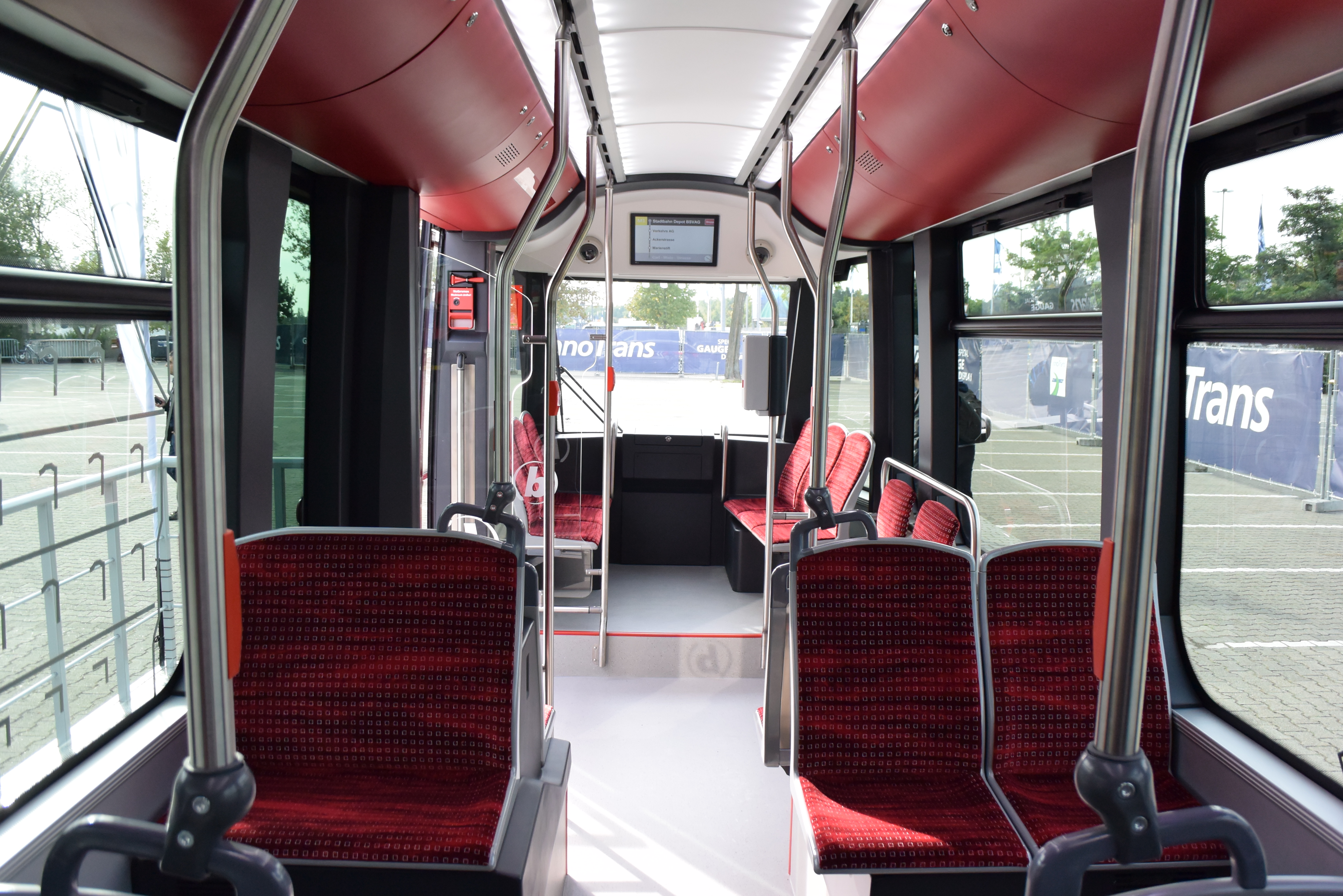
Wnętrze S110b

### Zamówienia
- 23 listopada 2009 – podpisanie umowy na dostawę 40 tramwajów typu S105p dla MPK Poznań[2],
- 28 grudnia 2010 – podpisanie umowy na dostawę 5 tramwajów typu S105p dla MPK Poznań[17],
- 11 lipca 2011 – podpisanie umowy na dostawę 5 tramwajów typu S109j dla Jenaer Nahverkehr[18],
- 5 lipca 2012 – podpisanie umowy na dostawę 15 tramwajów typu S110b dla Braunschweiger Verkehrs[19],
- 21 września 2012 – podpisanie umowy na dostawę 15 tramwajów typu S111o dla MPK Olsztyn[20],
- 21 maja 2013 – podpisanie umowy na dostawę 3 tramwajów typu S110b dla Braunschweiger Verkehrs[21],
- 26 marca 2015 – podpisanie umowy ramowej na dostawę 41 tramwajów dla Leipziger Verkehrsbetriebe[22],
  - 26 marca 2015 – podpisanie umowy wykonawczej na dostawę 5 tramwajów[22],
  - 1. kwartał 2016 – podpisanie umowy wykonawczej na dostawę 9 tramwajów[23],
  - 22 września 2017 – podpisanie umowy wykonawczej na dostawę 9 tramwajów[16],
  - 20 grudnia 2018 – rozszerzenie umowy ramowej o 20 dodatkowych tramwajów[24],
- 29 czerwca 2017 – podpisanie umowy na dostawę 7 tramwajów dla Braunschweiger Verkehrs[25].

### Testy w innych miastach
17 lutego 2015 do Krakowa do zajezdni Nowa Huta przetransportowano prototypowego S100 celem odbycia testów. Testy rozpoczęły się 23 lutego i trwały do 30 sierpnia. W czasie testów Tramino obsługiwało kursy na liniach 1, 4 i 14, które prowadzą do Nowej Huty.
W 2016 roku jeden z jenajskich S109j był testowany w ruchu liniowym we Frankfurcie nad Odrą. Tramwaj został również zaprezentowany podczas dnia otwartego zajezdni tramwajowej.

### Przejęcie produkcji przez Stadlera
1 kwietnia 2017 rozpoczęła działalność spółka Solaris Tram będąca wspólnym przedsięwzięciem Solaris i Stadlera. W czerwcu spółka sprzedała pierwsze tramwaje – Tramino dla Brunszwiku.
16 stycznia 2018 konsorcjum Solarisa i Stadlera podpisało umowę ramową na dostawę 50 tramwajów dla MPK w Krakowie. Pomimo iż podczas przetargu oferowany tramwaj został określony jako Tramino Kraków to przewoźnik ostatecznie otrzymał tramwaj z rodziny Stadler Tango.
W drugiej połowie listopada 2018 Stadler wykupił od Solarisa wszystkie udziały w spółce Solaris Tram (był to efekt przejęcia Solarisa przez hiszpański koncern CAF, który jest konkurentem Stadlera na rynku pojazdów szynowych). W lutym 2019 poinformowano, że produkcja Tramino zostanie częściowo przeniesiona do fabryki Stadler Polska w Siedlcach.

## Konstrukcja
Do rodziny Tramino należą zarówno tramwaje wieloprzegubowe (Tramino dla Poznania) oraz tramwaje typu GTx, zwane w Polsce krótkimi wagonami przegubowymi (Tramino dla Jeny, Brunszwiku i Olsztyna).
Przewidywana przez producenta żywotność tramwaju to 30 lat.
| Typ         | Rozstaw szyn | Liczba członów | Układ osi       | Długość | Szerokość | Masa    | Liczba i moc silników | Miejsca siedzące | Niska podłoga | Właściwości |                                           |
| ----------- | ------------ | -------------- | --------------- | ------- | --------- | ------- | --------------------- | ---------------- | ------------- | --- | ----------------------------------------- |
| S100        | 1435 mm      | 5              | Bo'2'Bo'        | 31,70 m | 2,35 m    | 41,8 t  | 4 × 105 kW            | 61+8             | 100%          | klimatyzacja przestrzeni pasażerskiej · przewóz osób na wózkach · automaty biletowe · zasobniki energii                             | [ 2 ] [ 37 ] [ 38 ] [ 39 ]                |
| S105p       | 1435 mm      | 5              | Bo'2'Bo'        | 32,03 m | 2,4 m     | 42,5 t  | 4 × 105 kW            | 48+5             | 100%          | klimatyzacja przestrzeni pasażerskiej · przewóz osób na wózkach · przewóz rowerów · automaty biletowe                               | [ 40 ] [ 36 ]                             |
| S109j       | 1000 mm      | 3              | 1A'+'Bo'+A1'    | 29,3 m  | 2,3 m     | 39,05 t | 4 × 90 kW             | 61               | 100%          | pojazd dwukierunkowy · klimatyzacja przestrzeni pasażerskiej · przewóz osób na wózkach · automaty biletowe                          | [ 41 ] [ 36 ]                             |
| S110b       | 1100 mm      | 4              | 1A+'Bo'+1A'+A1' | 35,74 m | 2,3 m     | 50,8 t  | 5 × 90 kW             | 87               | 100%          | klimatyzacja przestrzeni pasażerskiej · przewóz osób na wózkach · zasobniki energii                                                 | [ 42 ] [ 43 ] [ 12 ]                      |
| S111o       | 1435 mm      | 3              |                 | 29,3 m  | 2,5 m     | 43 t    | 4 × 120 kW            | 43               | 100%          | pojazd dwukierunkowy · klimatyzacja przestrzeni pasażerskiej · przewóz osób na wózkach · automaty biletowe · Internet bezprzewodowy | [ 20 ] [ 44 ] [ 45 ] [ 46 ] [ 47 ] [ 48 ] |
| XL          | 1458 mm      | 4              |                 | 37,63 m | 2,3 m     |         | 8 × 85 kW             | 75               | 65%           | | [ 15 ] [ 49 ]                             |
| Brunszwik 2 | 1100 mm      | 4              |                 | 36 m    |           |         |                       | 79               | 100%          | klimatyzacja przestrzeni pasażerskiej · przewóz osób na wózkach · zasobniki energii                                                 | [ 30 ]                                    |

### Tramwaje wieloprzegubowe

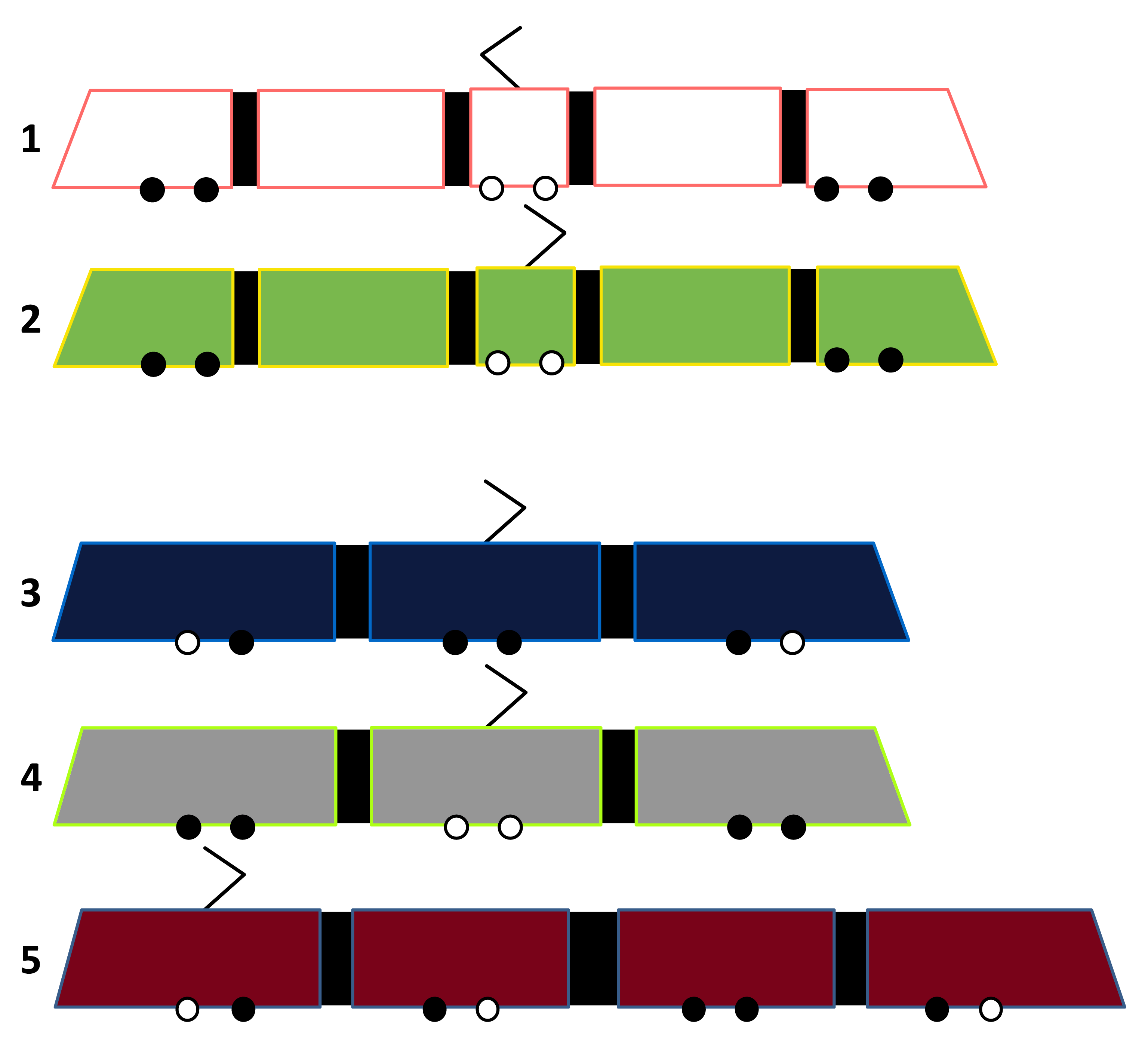
Tramwaje wieloprzegubowe:
1 – S100, 2 – S105p,
Krótkie wagony przegubowe:
3 – S109j, 4 – S111o, 5 – S110b

Wieloprzegubowe tramwaje S100 (prototyp) i S105p (wersja poznańska) posiadają po 5 członów. Pod każdym członem nieparzystym znajduje się dwuosiowy wózek, a człony parzyste są podwieszane i tym samym pozbawione wózków. Poszczególne człony połączone są przegubami, z których 4 umożliwiają skręt w poziomie, a 1 w pionie. W pierwszym i ostatnim członie znajdują się jednoskrzydłowe drzwi, a w 2. i 4. członie znajdują się po 2 pary dwuskrzydłowych drzwi. Na środkowym członie znajduje się pantograf połówkowy. Tramwaje są w 100% niskopodłogowe i pozbawione jakichkolwiek stopni, w rejonie wejść podłoga znajduje się na wysokości 350 mm, a nad wózkami na wysokości 480 mm.
Seryjny S105p różni się od prototypowego S100 m.in. brakiem wcięć w dolnej części pudła, dzięki czemu można było najwęższe przejścia w tramwaju poszerzyć z 600 mm do 750 mm, szersze są również podwójne drzwi – 1500 mm zamiast 1300 mm, zmniejszono liczbę miejsc siedzących na rzecz ogólnej pojemności pojazdu oraz zmieniono zwrot pantografu (w S100 był ustawiony pod włos).

### Krótkie wagony przegubowe
Tramwaje typu GTx, w przeciwieństwie do tramwajów wieloprzegubowych, posiadają wózki pod każdym członem, dzięki takiemu rozwiązaniu masa tramwaju rozkłada się bardziej równomiernie, jest on bardziej stabilny oraz siły przekazywane przez przeguby są mniejsze. Wadą tego rozwiązania jest to, że takie tramwaje zajmują większą skrajnię.
Pierwszym Tramino tego typu są tramwaje S109j zakupione przez Jenę. S109j są to tramwaje trójczłonowe i dwukierunkowe, poruszające się na trzech wózkach, z których środkowy ma napędzane dwie osie, a skrajne po jednej. Wózki nie są skrętne, a jedynie elastyczne – wychylają się o 4,5°. Pojazdy są całkowicie klimatyzowane, część siedzeń znajduje się w układzie metro i posiadają po 4 drzwi o szerokości 1300 mm po obu stronach pojazdu. Z wyjątkiem drzwi przy kabinach motorniczego, drzwi nie znajdują się naprzeciwko siebie.
Kolejnymi Tramino tego typu są tramwaje zakupione przez Brunszwik. Są to tramwaje czteroczłonowe i jednokierunkowe, poruszające się na czterech wózkach, z których drugi ma napędzane obie osie, a pozostałe tylko po jednej. Pojazdy wyposażone są system stabilizujący tor jazdy oraz superkondensatory
Kolejne tramwaje tego rodzaju zamówił Olsztyn, Tramino dla Olsztyna bazuje na wersji dla Jeny. Główną różnicą jest inny sposób montażu silników – w Tramino Olsztyn silnik znajduje się na wózkach, a nie w nadwoziu, jak w przypadku Tramino Jena. Model dla Olsztyna dodatkowo wyróżnia niestandardowa skrajnia – tramwaj ma 2,5 m szerokości (standardowo tramwaje w Polsce mają 2,4 metra szerokości). Tramwaje wyposażone są w aktywny system zawieszenia, który pozwala na dostosowanie wysokości wejścia pojazdu oraz w system hydraulicznej stabilizacji toru jazdy.

### XL
Na trzeci wariant zdecydowano się w przypadku tramwajów zamówionych przez Lipsk, które są częściowo niskopodłogowe i wyposażone w wózki obrotowe, obracające się więcej niż kilkanaście procent względem osi pojazdu. Tramwaje te mają po 4 wózki napędowe oraz 1 toczny wózek Jakobsa.

## Eksploatacja

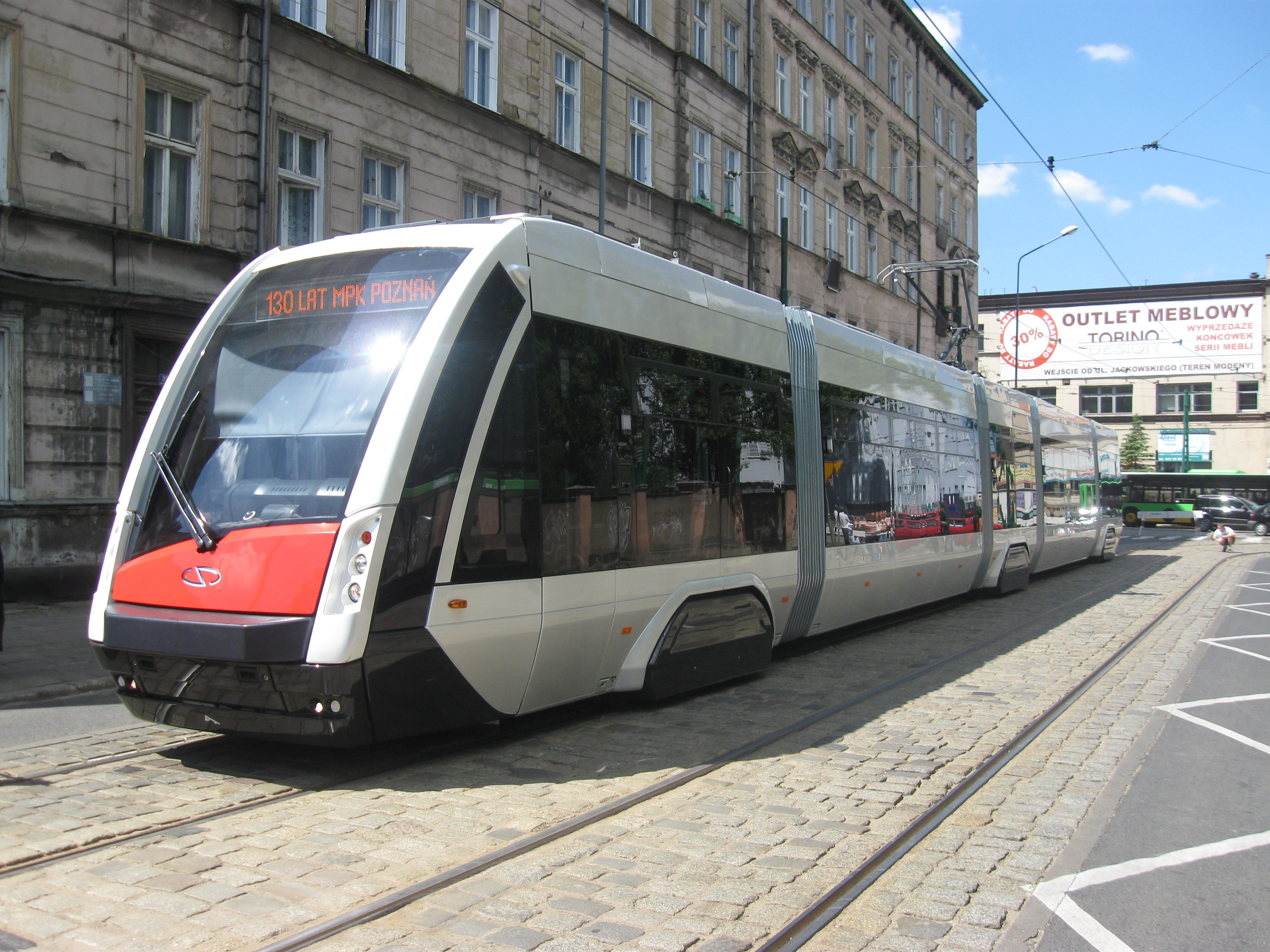
Prototypowy S100 w Poznaniu

| Państwo        | Miasto         | Przewoźnik                 | Typ            | Okres eksploatacji | Liczba |
| -------------- | -------------- | -------------------------- | -------------- | ------------------ | ------ |
| Polska         | Poznań         | MPK Poznań                 | S100           | 2011–2018          | 1      |
| Polska         | Poznań         | MPK Poznań                 | S105p          | od 2011            | 45     |
| Polska         | Olsztyn        | MPK Olsztyn                | S111o          | od 2015            | 15     |
| Niemcy         | Jena           | Jenaer Nahverkehr          | S109j          | od 2013            | 5      |
| Niemcy         | Brunszwik      | Braunschweiger Verkehrs    | S110b          | od 2014            | 25     |
| Niemcy         | Lipsk          | Leipziger Verkehrsbetriebe | XL             | od 2017            | 61     |
| Łączna liczba: | Łączna liczba: | Łączna liczba:             | Łączna liczba: | Łączna liczba:     | 152    |

### Poznań

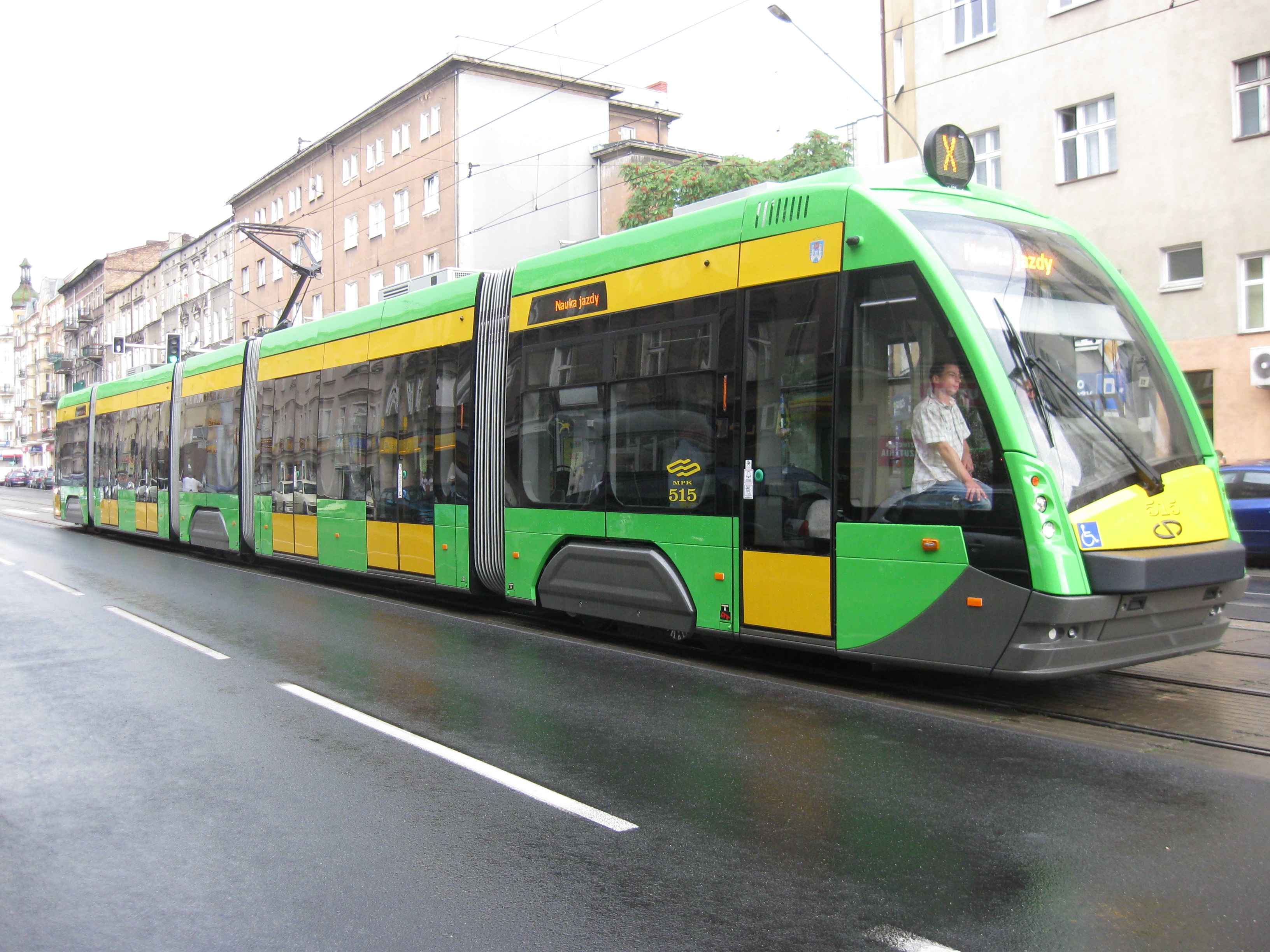
S105p w Poznaniu

23 listopada 2009 Solaris podpisał umowę z MPK Poznań na dostawę 40 niskopodłogowych tramwajów z opcją rozszerzenia o kolejne 20 sztuk. 28 grudnia 2010 MPK podpisało umowę z Solarisem na dodatkowe 5 egzemplarzy. Na potrzeby zamówienia Solaris wynajął w poznańskiej dzielnicy Junikowo halę, gdzie Tramino przechodziły ostateczny montaż.
Na 2 dni przed podpisaniem pierwszej umowy do Poznania dotarł prototypowy Tramino o zbliżonej charakterystyce do tramwajów zamówionych przez MPK, który w marcu 2010 roku rozpoczął testy na ulicach Poznania. W połowie maja prototyp otrzymał dopuszczenie do ruchu ulicznego, a pod koniec maja została zaprezentowany na zjeździe Komisji Tramwajowej Izby Gospodarczej Komunikacji Miejskiej. 26 listopada Tramino odbył swój pierwszy kurs z pasażerami, a 28 stycznia rozpoczął kursy liniowe na linii nr 14 Os. Sobieskiego – Górczyn. Ostatecznie MPK zdecydowało się na wydzierżawienie prototypowego Tramino od Solarisa. W 2015 prototypowy Tramino odbył w Krakowie kilkumiesięczne testy, po których powrócił do Poznania, gdzie był testowany do sierpnia 2018.
Pierwszy seryjny Tramino został dostarczony 23 kwietnia 2011 do zajezdni przy ulicy Głogowskiej, gdzie 23 maja został zaprezentowany i otrzymał homologację. 11 sierpnia pierwszy, a 26 sierpnia drugi tramwaj po raz pierwszy wyjechały na trasę. Do końca 2011 roku dostarczono 26 egzemplarzy. Dostawy zakończono 28 maja 2012.
11 grudnia 2014 Tramino prowadzone przez pijanego pracownika warsztatu podczas przejazdu technicznego najechało na inny tramwaj w wyniku czego 20 osób zostało rannych. Uszkodzenia tramwaju były na tyle poważne, że tramwaj otrzymał nowy szkielet czołowego członu.
W sierpniu 2018 roku zakończono eksploatację prototypowego egzemplarza (S100) z powodu awarii. Pojazd powrócił do producenta. W lutym 2022 roku rzecznik prasowy Solarisa ogłosił plany kasacji prototypu z powodu braku chętnych na zakup lub dzierżawę oraz ze względu na koszt przywrócenia tramwaju do ruchu przewyższający jego wartość.
W sierpniu 2021 roku egzemplarz o numerze taborowym 547 brał udział w wypadku – został najechany przez tramwaj Moderus Gamma o numerze 610. W zdarzeniu ucierpiało 31 osób. W czerwcu 2022 i styczniu 2023 wypadkom uległy 2 kolejne tramwaje, które zderzył się z wiaduktem na Górczynie. W obu przypadkach nie było poszkodowanych.
W kwietniu 2022 roku MPK Poznań odkupiło prototypowy model Tramino, który został przewieziony na teren Zajezdni Franowo, a w październiku 2023 podpisano z konsorcjum firm Serwis Pojazdów Szynowych  oraz Falkone umowę na naprawę główną i modernizację tego tramwaju upodobniającą do pozostałych seryjnych Tramino S105p.

### Olsztyn

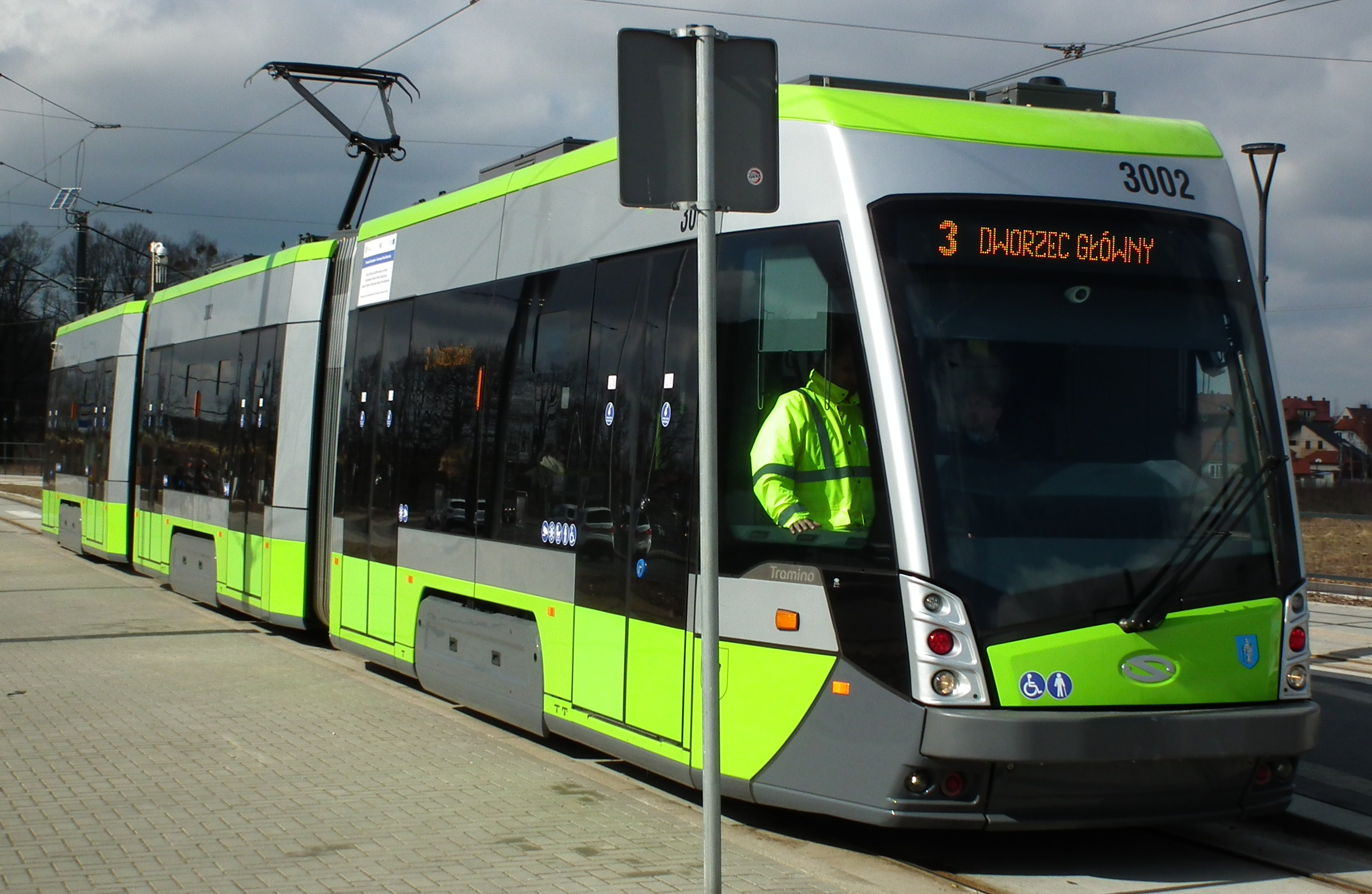
S111o w Olsztynie

21 września 2012 podpisano umowę z Olsztynem na dostawę 15 dwukierunkowych trójczłonowych tramwajów. Wszystkie pojazdy miały zostać dostarczone w 2014 roku, kiedy miała zostać zakończona budowa nowej linii tramwajowej w Olsztynie, gdzie w latach 60. zlikwidowano tramwaje. Ze względu na opóźnienia w budowie linii tramwajowych zdecydowano się przesunąć dostawy na 2015 rok.
Pod koniec maja 2015 pierwszy tramwaj był gotowy i następnie został skierowany na testy na terenie zajezdni Franowo w Poznaniu, które trwały do drugiej połowy lipca. 12 czerwca drugi wyprodukowany egzemplarz o numerze 3001 dostarczono do Olsztyna, gdzie 19 czerwca został zaprezentowany na terenie zajezdni tramwajowej. 25 czerwca do Olsztyna dostarczono trzeci wyprodukowany pojazd o numerze 3002 jako drugi i planowano wówczas, że dostawy pozostałych tramwajów potrwają do pierwszych dni października. 21 sierpnia na terenie zajezdni w Olsztynie odbył się pierwszy przejazd próbny jednego z tramwajów, a 5 października zakończono dostawy. W międzyczasie, od 22 do 25 września, na gdańskich targach Trako prezentowano olsztyńskie Tramino o numerze 3011.
19 listopada jeden z tramwajów odbył próbny przejazd na trasie zajezdnia – dworzec kolejowy. Tydzień później zakończono pierwszy etap testów, podczas którego tramwaj przejechał trasę o długości niespełna 11 km i rozpędził się do prędkości 70 km/h. Podczas testów okazało się, że w przypadku 7 z 40 peronów tramwajowych potrzebna będzie drobna ich przebudowa. 3 grudnia rozpoczęto szkolenia motorniczych (2 tramwaje zostały przystosowane do nauki jazdy). 6 grudnia podczas dni otwartych zajezdni tramwajowej odbyły się pierwsze przejazdy z pasażerami. 19 grudnia w Olsztynie uruchomiono pierwszą linię, a 27 grudnia drugą.
Pod koniec września 2018 5 z 15 tramwajów była wyłączona z ruchu ze względu na podejrzenie luzów w łożyskach osi portalowej. Ostatecznie do naprawy skierowano 7 tramwajów. W lutym 2019 w ruchu było 13 pojazdów, a 2 pozostałe w trakcie naprawy.

### Jena

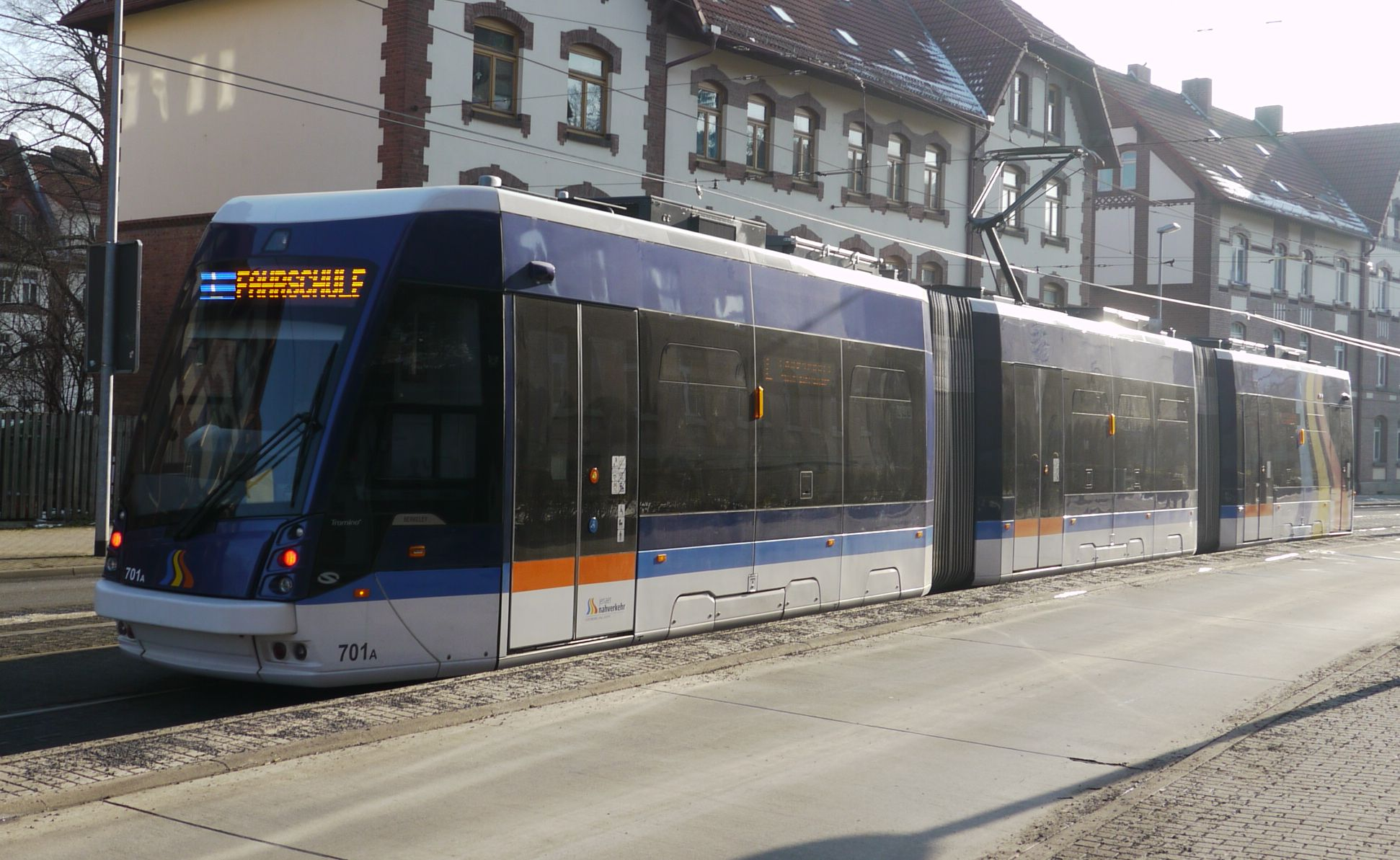
S109j w Jenie

11 lipca 2011 podpisano umowę z Jenaer Nahverkehr GmbH na dostawę 5 dwukierunkowych 3-członowych tramwajów. W drugiej połowie lipca 2013 dostarczono pierwszy egzemplarz, który został zaprezentowany 3 września. W drugiej połowie września wszystkie 5 tramwajów było już odebranych, a 9 listopada odbyła się oficjalna prezentacja w Jenie. 13 stycznia 2014 pierwszy tramwaj zaliczył swój debiut liniowy.
Wszystkie 5 tramwajów otrzymało imiona od miast partnerskich Jeny: Aubervilliers, Berkeley, Erlangen, Lugoj i San Marcos.
Jenajskie Tramino są pierwszymi w historii tramwajami polskiej produkcji, które zostały sprzedane w Niemczech.

### Brunszwik

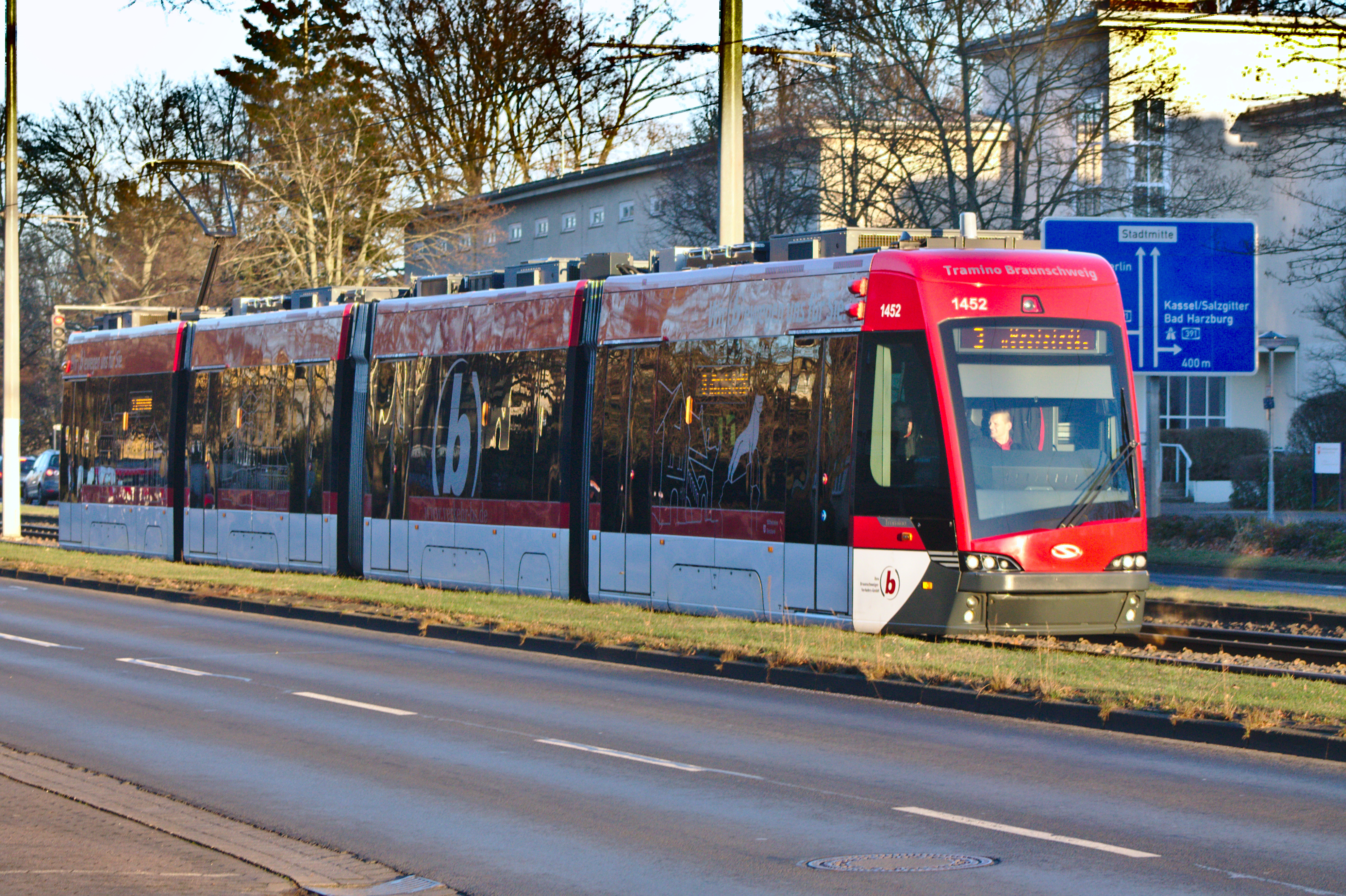
S110b w Brunszwiku

5 lipca 2012 podpisano umowę z Braunschweiger Verkehrs AG na dostawę 15 tramwajów do niemieckiego Brunszwiku. Pojazdy miały być dostarczane między majem a grudniem 2014. 21 maja 2013 skorzystano z opcji rozszerzenia zamówienia o 3 dodatkowe składy, które mają zostać dostarczone do maja 2015. Produkcja tramwajów rozpoczęła się w grudniu 2013. W marcu 2014 człony pierwszego egzemplarza zostały połączone w całość i trwało wyposażanie wnętrza. Pierwszy tramwaj został dostarczony do Brunszwiku 18 lipca 2014, a drugi w pierwszych dniach sierpnia. 28 września podczas Dni Technologii i Innowacji zaprezentowano 3 pierwsze tramwaje, a 13 kwietnia 2015 rozpoczęto planową eksploatację dwóch Tramino w Brunwsziku. Dostawy wszystkich tramwajów zakończyły się w 2015 roku.
29 czerwca 2017 przewoźnik zamówił kolejne 7 egzemplarzy (z opcją na kolejne 7) nieznacznie różniących się od wcześniejszych. 22 sierpnia 2019 dostarczono pierwszy tramwaj z tej transzy, a w maju 2020 rozpoczął kursowanie po mieście. Dostawy 7 tramwajów zakończono we wrześniu 2020 roku.

### Lipsk

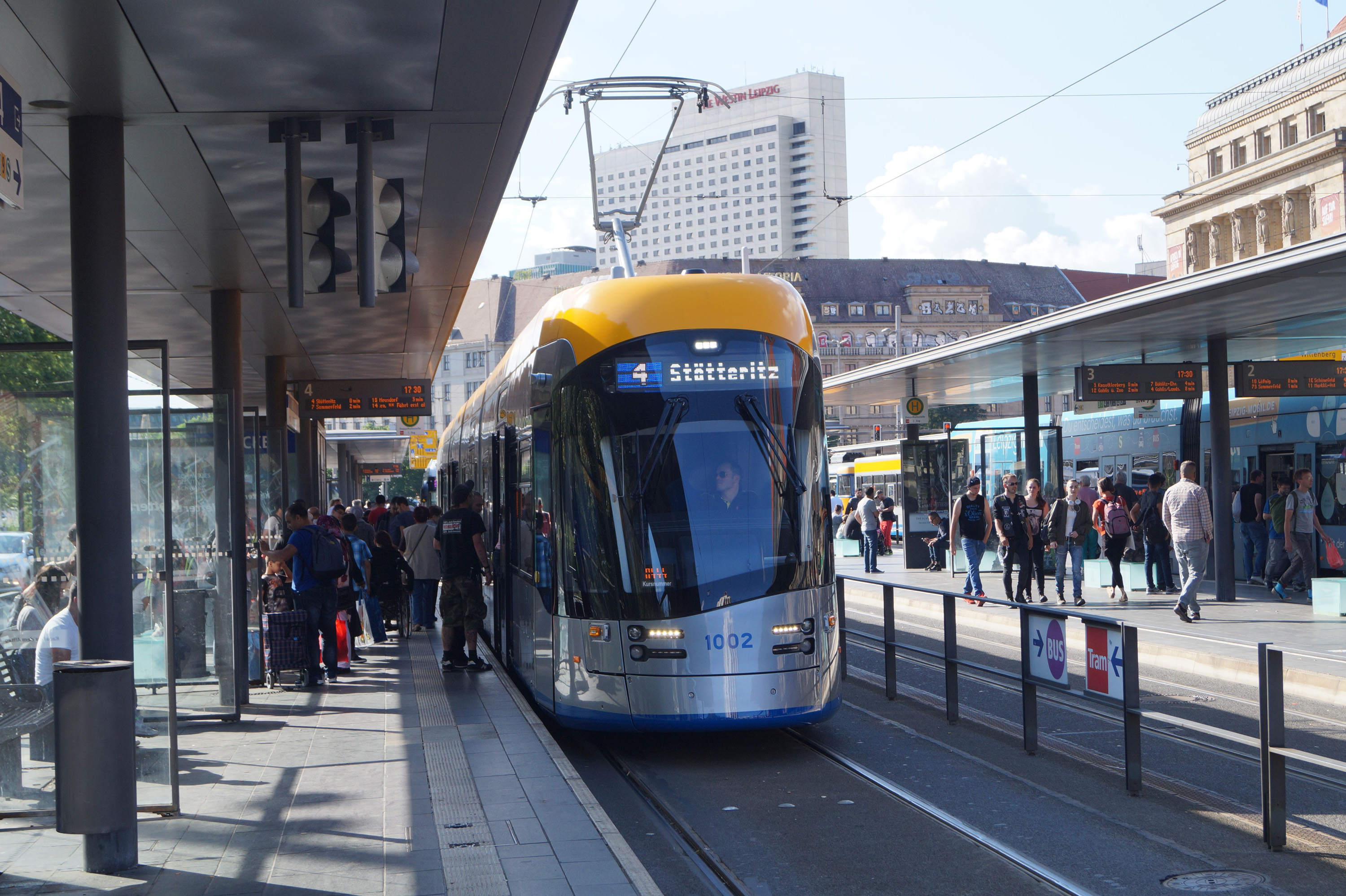
XL w Lipsku

26 marca 2015 podpisano umowę ramową z Leipziger Verkehrsbetriebe na dostawę 41 tramwajów do Lipska. Dostawę zaplanowano w czterech transzach, w ramach pierwszej z nich Solaris ma dostarczyć 5 tramwajów. W 1. kwartale 2016 roku podpisano umowę na dostawę wagonów z drugiej transzy składającej się z 9 wagonów. 21 grudnia do Lipska dotarł pierwszy tramwaj, ze względu na swoje rozmiary otrzymał przydomek XL. 11 lutego podczas targów Haus-Garten-Freizeit jeden z tramwajów został zaprezentowany. 13 lipca odbył się pierwszy przejazd z pasażerami, a dzień później pierwszy kurs liniowy na linii nr 4. 22 września 2017 podpisano umowę na dostawę 3. transzy tramwajów składającej się z 9 sztuk, dostarczonych do Lipska było wówczas 5 pojazdów z łącznie zamówionych 23. Pod koniec 2017 roku w ruchu było 7 tramwajów. 20 grudnia 2018 podpisano umowę rozszerzającą zamówienie ramowe z 41 do 61 sztuk. Do grudnia 2018 dostarczono łącznie 17 tramwajów. Pod koniec czerwca 2022 dostarczono ostatni (61.) z zamówionych tramwajów.

## Nagrody i wyróżnienia
- 2011 – nagroda im. inżyniera Ernesta Malinowskiego na targach Trako w Gdańsku[115],
- 2011 – nagroda im. profesora Jana Podoskiego (Izba Gospodarcza Komunikacji Miejskiej)[115],
- 2011 – wyróżnienie w kategorii motoryzacja i transport publiczny na targach arena DESING w Poznaniu[115],
- 2013 – nagroda im. prof. Jana Podoskiego na targach Trako w Gdańsku[116],
- 2013 – medal Prezesa Stowarzyszenia Elektryków Polskich na targach Trako w Gdańsku[116],
- 2015 – nagroda Red Dot za design Tramino dla Brunszwiku[117],
- 2017 – nagroda im. inżyniera Ernesta Malinowskiego na targach Trako w Gdańsku za Tramino Lipsk[118].